# Iodofórmio
O iodofórmio (CHI3) é uma substância que foi usada como antisséptico nos hospitais (ainda é usada em áreas como a otorrinolaringologia), e ainda é importante na odontologia (especialmente na endodontia). Apresenta-se sob a forma de cristais amarelos e brilhantes.
É equivalente ao clorofórmio mas com átomos de iodo.
Também é usada em sínteses orgânicas e no teste do iodofórmio, para a detecção dos grupos CH3CO-, e na distinção entre cetonas (R-CO-R) e metil-cetonas (RCOCH3)